# 含七小三度

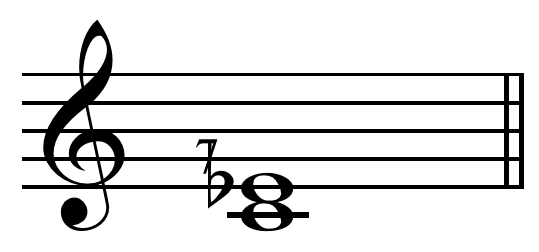
C音上的含七小三度.

在音樂中，含七小三度（英語：septimal minor third）播放ⓘ，亦稱下小三度（這是赫爾曼·馮·亥姆霍茲的叫法），是比例為7:6的音程。這音程折合267音分，比純律的小三度（6:5）小一個36:35的四分一音。二十四平均律中的五個四分一音（播放ⓘ）折合250音分，和這音程相近。
含七小三度是泛音列中從第六個泛音到第七個的音程。十二平均律的音中，除了基音和第二泛音外，與其他音都不和諧。這音程比6:5的三度更黑暗但亦討人喜歡。用這個三度而成的三和弦稱為含七小三和弦或下小三和弦播放ⓘ。
在中庸全音律中，含七小三度以增二度的形式出現。

## 在平均律及非西方音階中的含七小三度
在西方音樂最普遍的十二平均律中沒有這個音程，二十四平均律亦沒有這個音程。然而，十九平均律、二十二平均律、三十一平均律、四十一平均律、五十三平均律和七十二平均律一個比一個有更接近含七小三度的音程。
有好幾個非西方純律音階有準確的含七小三度，例如Harry Partch所創立的四十三音階。